# Piotr Havik
Piotr Havik (Gouda, 7 juli 1994) is een Nederlands wielrenner die anno 2021 rijdt voor BEAT Cycling.
Tijdens de Topcompetitie in 2017 verdiende Havik met winst in de Wattmeister Challenge een stagecontract bij Team Katjoesja Alpecin.. Vanaf 2018 staat hij onder contract bij BEAT Cycling Club. In 2018 won hij de Ronde van Overijssel en hij werd hij gekroond tot Nederlands Kampioen Wattmeister.

## Overwinningen
2011
Eindklassement Ronde des Vallées
2012
Eindklassement Ronde van Nedersaksen, Junioren
Omloop Mandel-Leie-Schelde, Junioren
2e etappe Rothaus Regio-Tour, Junioren
Eindklassement Rothaus Regio-Tour, Junioren
2018
Ronde van Overijssel
 NK Wattmeister
2019
1e etappe Kreiz Breizh Elites (ploegentijdrit)
GP Stad Zottegem
Nationale Sluitingsprijs

## Resultaten in voornaamste wedstrijden
|      | \| Jaar \| Parijs-Tours \| \| ---- \| ------------ \| \| 2017 \| 47e \| |
| Jaar | Parijs-Tours                                                            |
| 2017 | 47e                                                                     |

## Ploegen
- 2014 –  Rabobank Development Team
- 2015 –  Rabobank Development Team
- 2016 –  Team3M
- 2017 –  Team Katjoesja Alpecin (stagiair vanaf 28-7)
- 2018 –  BEAT Cycling Club
- 2019 –  BEAT Cycling Club
- 2020 –  Riwal-readynez cycling team
- 2021 –  BEAT Cycling Club